# Ruzsa Ferenc
Ruzsa Ferenc (Budapest, 1957. október 14. –) magyar indológus, filozófus, egyetemi tanár. Ruzsa Imre (1921–2008) filozófus, logikus, egyetemi tanár fia.
A Fazekas Mihály Fővárosi Gyakorló Általános Iskola és Gimnázium speciális matematika tagozatán érettségizett. Az ELTE filozófia-indológia szakát 1982-ben végezte el. 1982–1983-ban a kezdetben tűrt, majd rendőrileg üldözött országos Dialógus békecsoport egyik vezetője. Tíz éven át programozóként dolgozott. 1992 óta tanít az ELTE BTK Ókori és Középkori Filozófia Tanszékén, 1998 óta docensként. Szakterülete az ind (hindu és buddhista) filozófia. 1994 és 2009 között a A Tan Kapuja Buddhista Főiskolán is tanított, 2007-től 2009-ig a rektora volt. A filozófiai tudomány kandidátusa címet 1995-ben nyerte el.
Széchenyi ösztöndíjas (1998–2005). Az ind filozófia történetének elsősorban a korai szakaszával foglalkozik, különös tekintettel az ind kultúra nem brahmanikus gyökereire. Kutatja az ind nyelvtörténetet, a görög-ind filozófiai kapcsolatokat. Több publikációjában foglalkozik a klasszikus metafizika megvédésével az analitikus bírálatokkal szemben. Kísérletezett klasszikus filozófiai érvek modern logikai rekonstrukciójával is.

## Könyvei
- Sankara: A Brahma-szútra magyarázata; Bp., Kossuth, Bp., 1996
- A klasszikus szánkhja filozófiája; Farkas Lőrinc Imre Kiadó, Bp., 1997
- A' meta-physica mívelésének hasznárúl; Szenci Molnár Társaság, Bp., 2005

## Külső hivatkozás
- Ruzsa Ferenc összes megjelent írása